# トランスフルトリン
トランスフルトリン（Transfluthrin）は、バイエルが開発した即効性のピレスロイド系殺虫剤である。化学式はC15H12Cl2F4O2。
ベルメトリン酸の 2,3,5,6-テ トラフルオロベンジルエステルで、分子中に2個の不斉炭素があるため4種類の異性体が存在するが、殺虫剤はその中の lR― トランス体からなる。

## 使用
トランスフルトリンは室内環境におけるハエ、カ、ゴキブリに対して用いられる。揮発性を持つ物質であり、接触および吸入剤として作用する。

## 性質
ヒト、イヌなど、哺乳類が過剰に吸入すると、神経系に影響があり、不安、震顫、痙攣、皮膚アレルギー、くしゃみなどの刺激をし、中毒症状を引き起こす可能性がある。
融点は約33°Cで、室温では固体と液体の両方の形で存在する。他の合成ピレスロイドと同様に 有機溶媒に溶けやすく、水にはほとんど溶けない。
常温常圧下では拡散性が高く、空気中で速やかに酸化され毒性を失うため、上記の中毒症状を引き起こすことは極めて稀であるが、ワンプッシュ式殺虫剤の場合、子供のいたずらや誤噴射で目や口に入ったケースでは、付着部位のヒリヒリ感や熱感などの健康被害報告がある。
公益財団法人日本中毒センターは、平成20年GHS分類結果として、ラットの半数致死用量を経口・経皮で5000mg/kg、吸入で513mg/㎥と発表している。
抗ヒスタミン薬による対症療法は、アレルギーを制御するのに役立つ可能性がある。